# Aeroportul Fasa
Aeroportul Fasa (IATA: FAZ, ICAO: OISF) este un aeroport din Iran ce deservește zona Fasa. A fost numit după zona deservită.
Situat la o altitudine de 1.299 m, aeroportul dispune de o singură pistă.